# Musée ethnologique de Berlin
 (29 avril 2017).
Le Musée ethnologique (en allemand : Ethnologisches Museum), l'un des musées d'État de Berlin, fait partie du Forum Humboldt au château de Berlin. Fondé en 1873, la collection, l'une des plus importantes en son genre, comptent quelque 500 000 objets d'Afrique, d'Asie, d'Amérique et d'Australie, ainsi qu'un un nombre au moins comparable de documents écrits, d'affiches et de documents sonores.

## Histoire
L'origine du musée remonte au XVIIe siècle, lorsque les cabinets de curiosités du « Grand Électeur » Frédéric-Guillaume Ier de Brandebourg comptaient déjà de nombreux objets provenant de cultures extra-européennes. Ce sont avant tout des objets qui arrivèrent en Europe avec les courses de la Compagnie néerlandaise des Indes orientales – dont des armes, des appareils et des éléments vestimentaires provenant de Ceylon, des Moluques et du Japon, ainsi que la céramique chinoise, des manuscrits d'Inde et des artéfacts d'Afrique. 

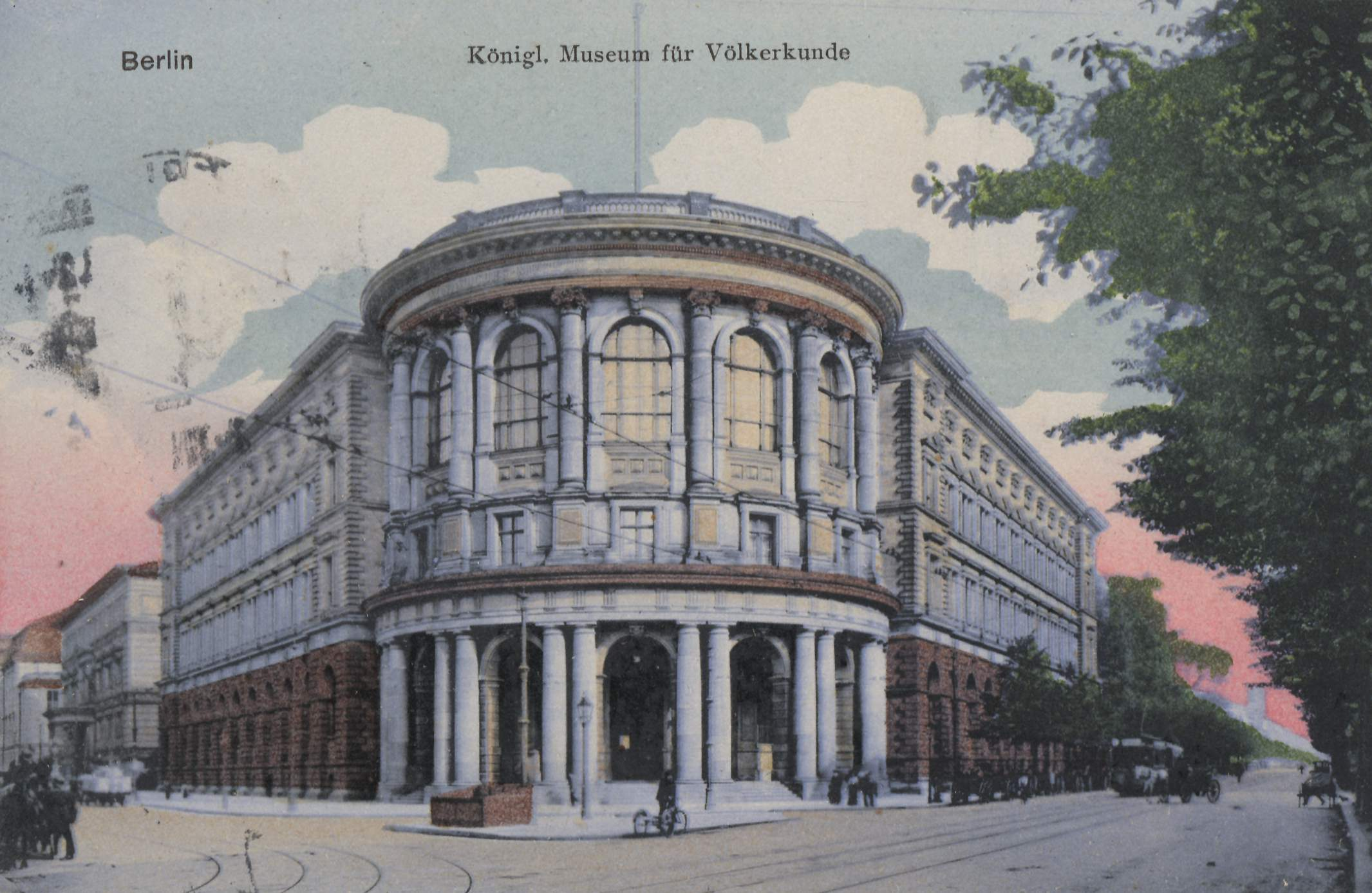
Carte postale du musée en 1908.

À partir de 1794, les fonds des rois de Prusse ont été classés systematiquement puis enrichis dans le sillage des expéditions coloniales, notamment des objets de Tahiti, des armes orientales et des bronzes d'Inde, ainsi que certains objets rachetés de la succession de James Cook. L'un des objets saillants était le manteau des plumes que le roi Frédéric-Guillaume III avait reçu en cadeau des mains de Kamehameha III, roi d'Hawaï. En 1829, les fonds sont réunis dans une première « collection ethnographique » grâce au concours notamment d'Ignaz von Olfers, puis présentés en 1850 au Nouveau Musée (Neues Museum) sur l'île aux Musées dès 1856, avant que ne soit fondé, en 1869, la Société berlinoise d'anthropologie par Adolf Bastian et Rudolf Virchow.

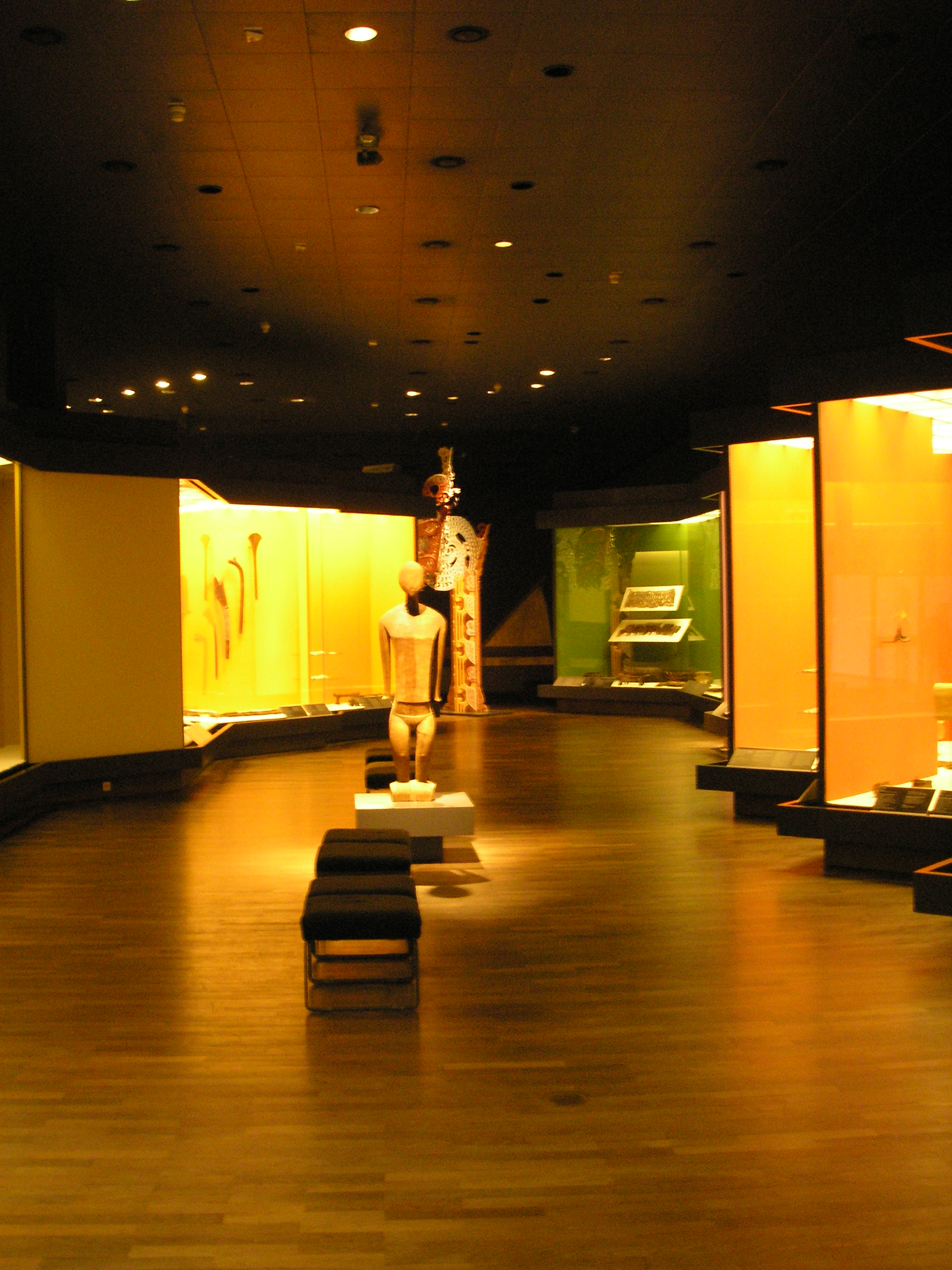
Intérieur du musée (2006).

En 1873, sous le règne de l'empereur Guillaume Ier, un véritable musée d'ethnographie, d'abord connu sous le nom de Königliches Museum für Völkerkunde, est créé sous la direction de Bastian. Un nouveau bâtiment du musée, projeté par l'architecte Hermann Ende fut construit à partir de 1880 proche de la Potsdamer Platz au coin de la Prinz-Albrecht-Straße.  L'objectif principal de Bastian était de documenter les cultures extra-européennes, notamment d'Asie ; en contrepartie, c'est Virchow qui fut à l'origine de la fondation en 1889 du Musée du Folklore et des Arts populaires allemands.
Rebaptisé Ethnologisches Museum en 1999, en mai 2018, le musée rend neuf artéfacts funéraires dérobées au XIXe siècle aux autochtones d'Alaska. La Fondation de l'héritage prussien, qui gère les musées de Berlin, avait établi le fait que ces œuvres d'art provenaient d'un pillage effectué sur un site de sépultures dans les années 1880.

## Le département d'archéologie américaine précolombienne(Abteilung Amerikanische Archäologie)
Ce département présente les cultures de l'Amérique centrale, de l'Amérique du Sud et de la Mésoamérique de 2000 av. J.-C. jusqu'à l'arrivée des Espagnols, au milieu du XVIe siècle. On y voit des sculptures de pierre de Bilbao (vers 900 apr. J.-C.), œuvres de la culture cotzumalguapa. Les vitrines suivantes sont consacrées à la culture maya, avec d'inestimables personnages en dorite (900-400 av. J.-C.). Une grande section est consacrée à la culture aztèque avec, notamment, de magnifiques sculptures en pierre. La « Chambre d'or » rassemble des objets de culte et des parures en or, chefs-d'œuvre de l'orfèvrerie précolombienne. Des salles exposent des offrandes funéraires et des pièces de textile du Pérou ancien, qui disposait déjà, en 1000 av. J.-C., d'une culture très évoluée.

## Populations natives américaines(Indianer Nordamerikas)

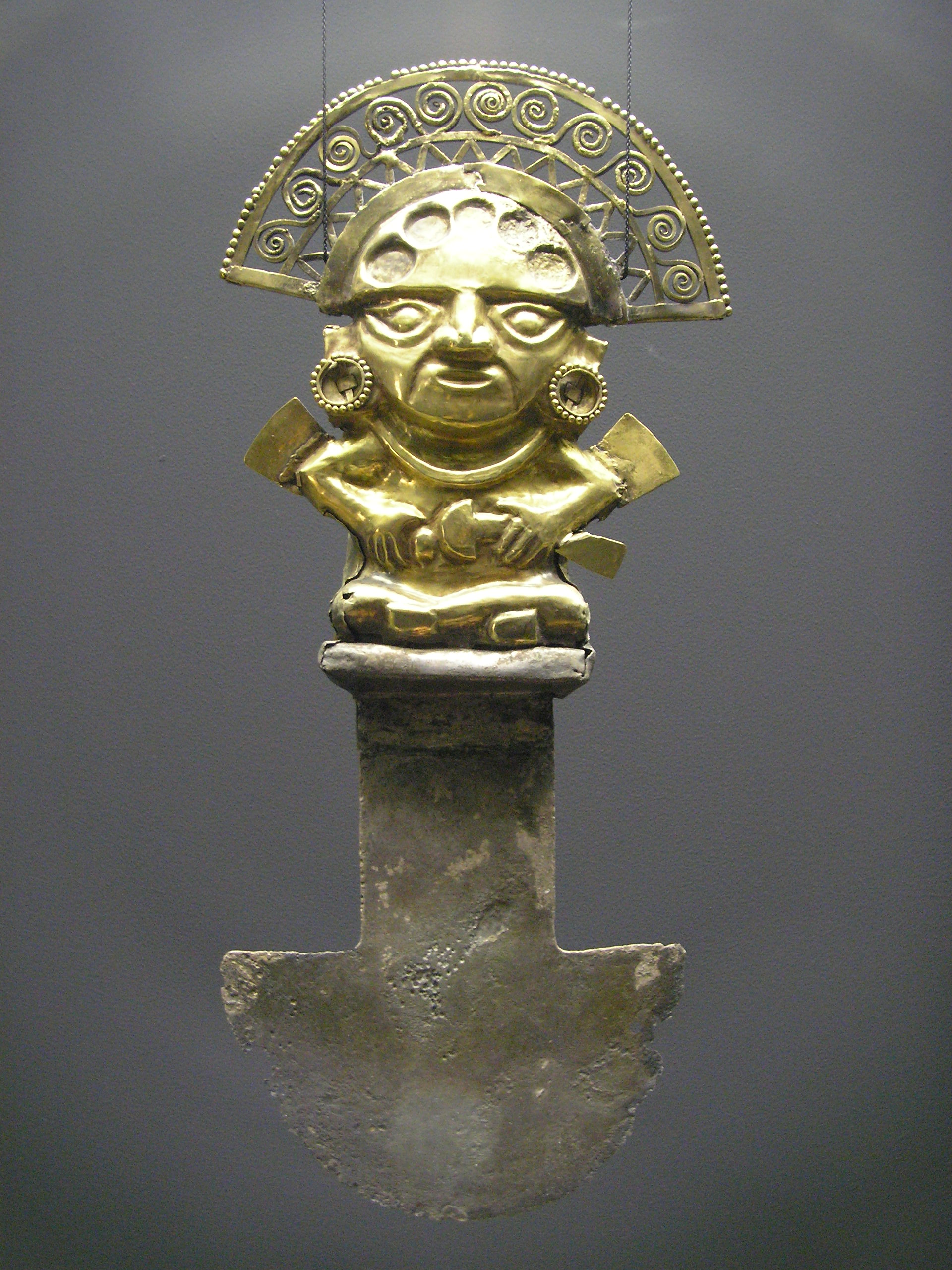
Statuette péruvienne.

L'exposition est organisée en cinq sections régionales : la prairie et les plaines, le Sud-Ouest, la Californie, la côte nord-ouest et l'Arctique. Elle présente des objets des nombreuses cultures autochtones mais aussi des œuvres d'art et des objets contemporains.

## Le département de l'Océanie(Abteilung Südsee)
D'une richesse et d'une diversité inouïes, les collections océanienne et australienne sont organisées de manière géographique. Parmi les œuvres majeures, citons les collections de Sepik, du golfe de Papouasie-Nouvelle-Guinée et de Nouvelle-Irlande, la divinité Sope de Nukuoro, le manteau de plumes du roi Kamehameha III d’Hawaï, les éventails Atea des îles Marquises et l'habit cérémoniel de deuil de Tahiti. Les objets de grande taille de la section consacrée à la maison et au bateau sont particulièrement impressionnants. Des îles Palaos (Micronésie occidentale), on peut voir la maison du club des hommes de Belau et les catamarans de Tonga, Samoa, Tuvalu, Kiribati et d'Australie.

## Le département africain(Abteilung Afrika)
L'exposition s'ouvre sur de très riches collections d'Afrique occidentale avec, notamment, les statuettes en terre cuite de la cour d'Ife et des reliefs en bronze et en laiton du royaume du Bénin (actuel Nigeria). De superbes masques et sculptures royales du Cameroun ainsi que les fragments de palais en bois du Gabon et les reliquaires Fang et Kota, marquent le passage à l'Afrique centrale. De cette région, on retiendra notamment les figurines magiques à l'effigie des ancêtres et les masques utilisés lors des cérémonies initiatiques. Le voyage se termine avec l'Afrique orientale.

## Le département de l'Extrême-Orient(Abteilung Ostasien)

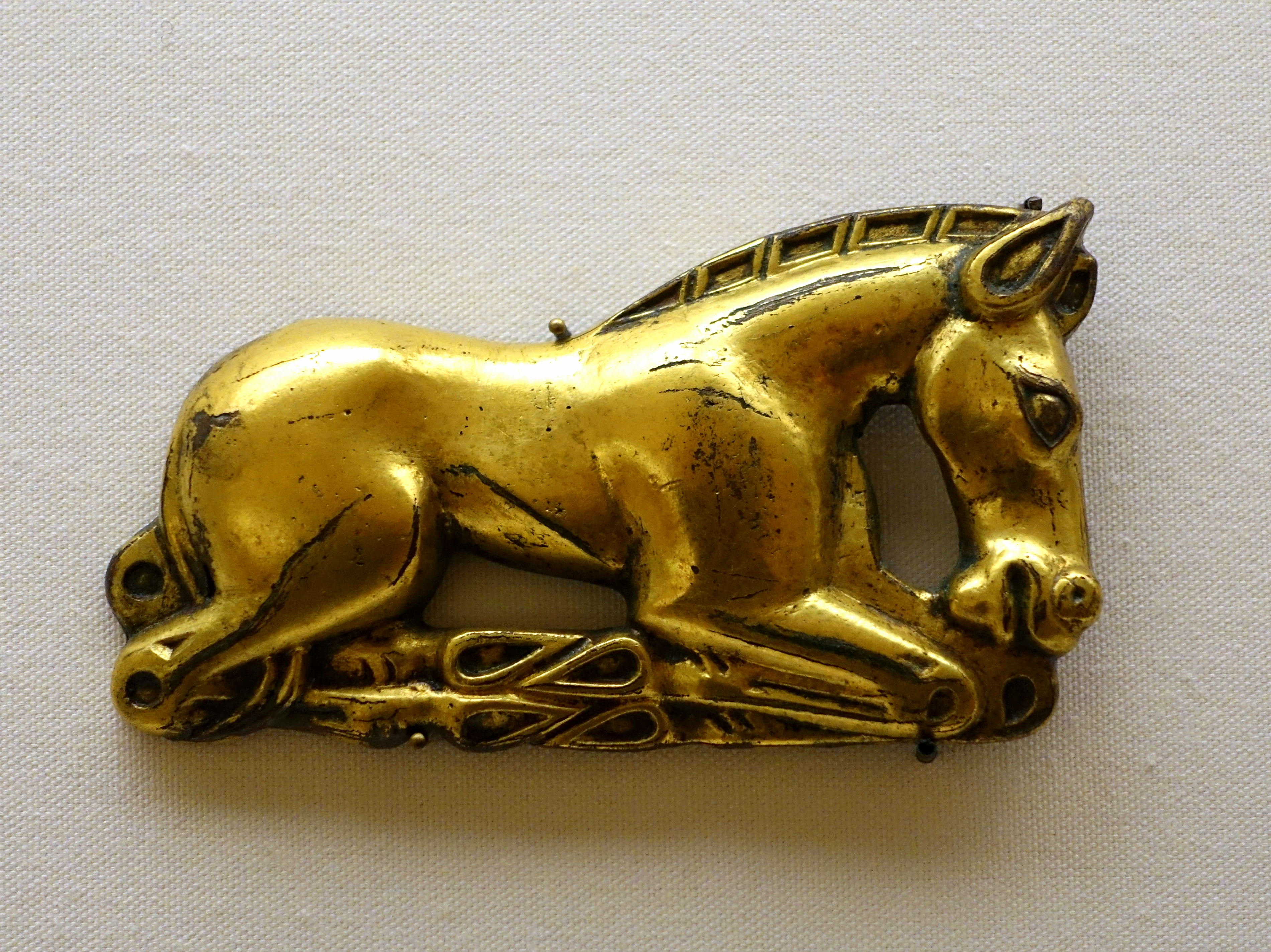
Cheval en bronze doré, culture de l'Ordos, IIIe siècle-

Il concerne les arts populaires d'Extrême-Orient qui s'organisent en deux grandes sections, le Japon et la Chine. Parmi les objets chinois, on remarquera les lampes destinées aux fêtes du Nouvel An, des représentations de la déesse Guanyin, un temple familial, des outils agricoles, des modèles de navires. On y trouve aussi une intéressante collection de petits objets de bronze relevant de l'art animalier scythe typique de la culture de l'Ordos.

## Le département d'ethnomusicologie(Abteilung Musikethnologie)
Avec un très riche fonds de cent mille prises de son archivées, cette collection est unique en son genre. On peut sélectionner des documents sonores depuis le terminal « planisphère musical » (MusikWeltkarte). Des instruments de musique sont également exposés.